# Trzej Królowie

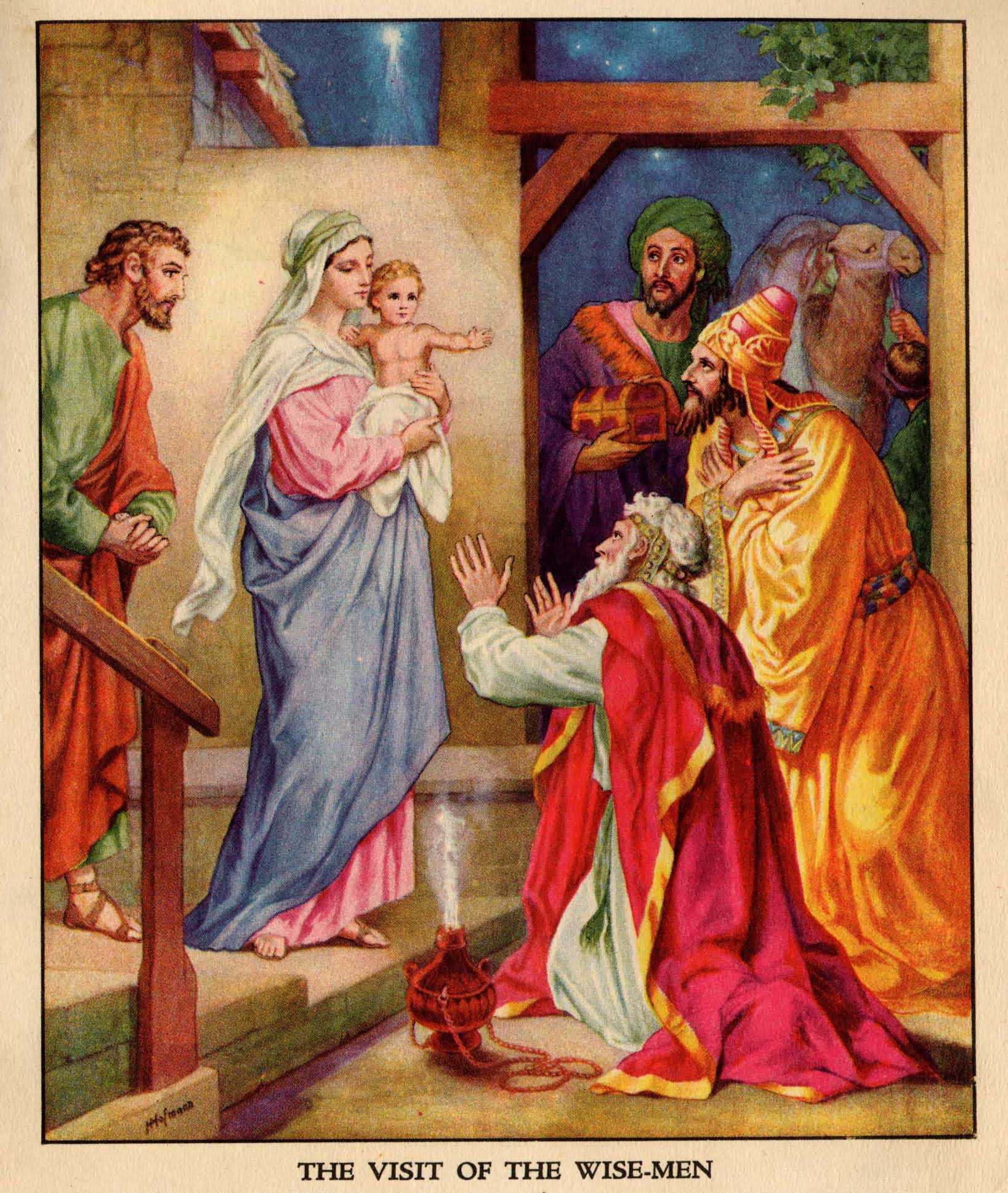
Pokłon Trzech Króli, rycina Heinricha Hofmanna, koniec XIX wieku

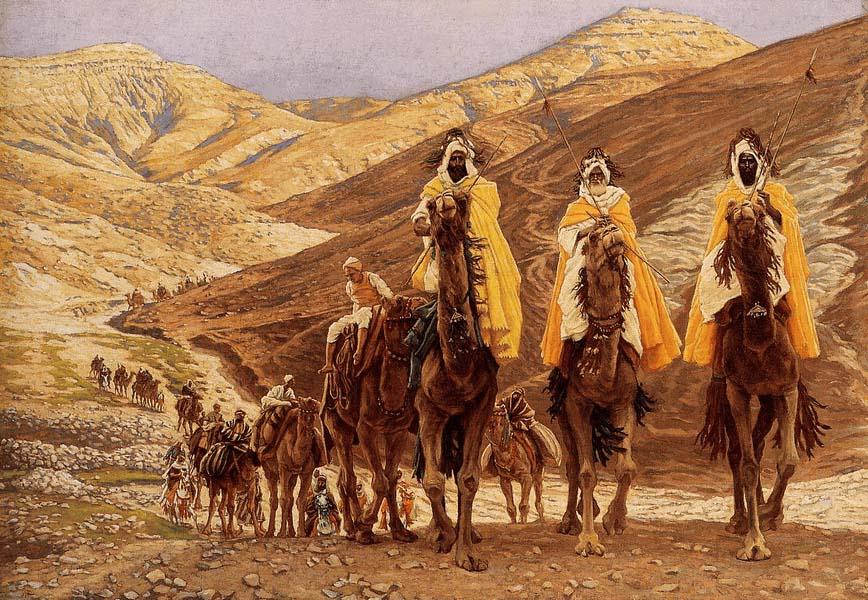
Podróż Magów, James Tissot.

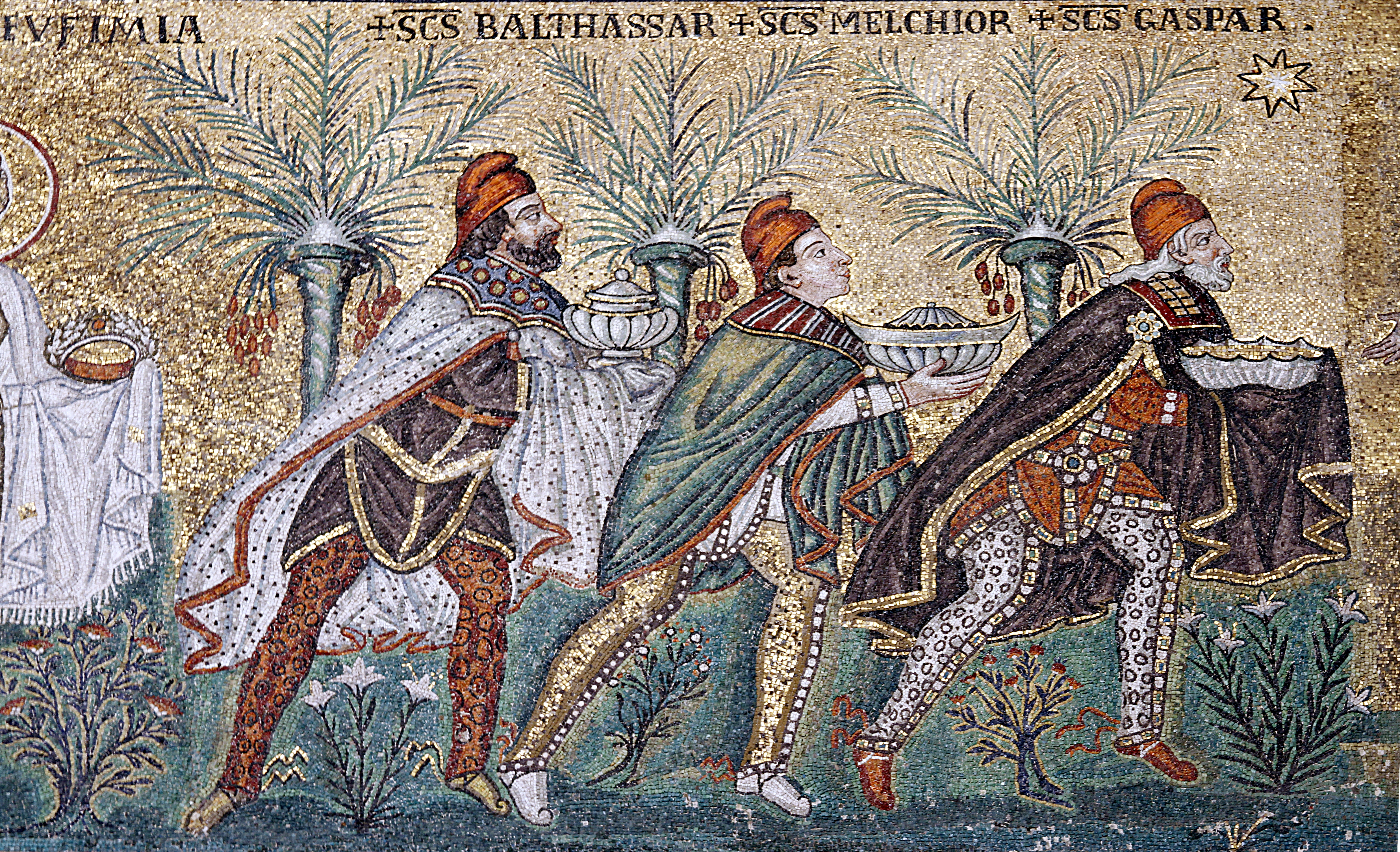
Mozaika bizantyjska Trzej Magowie, bazylika Santi Apollinare Nuovo, Rawenna

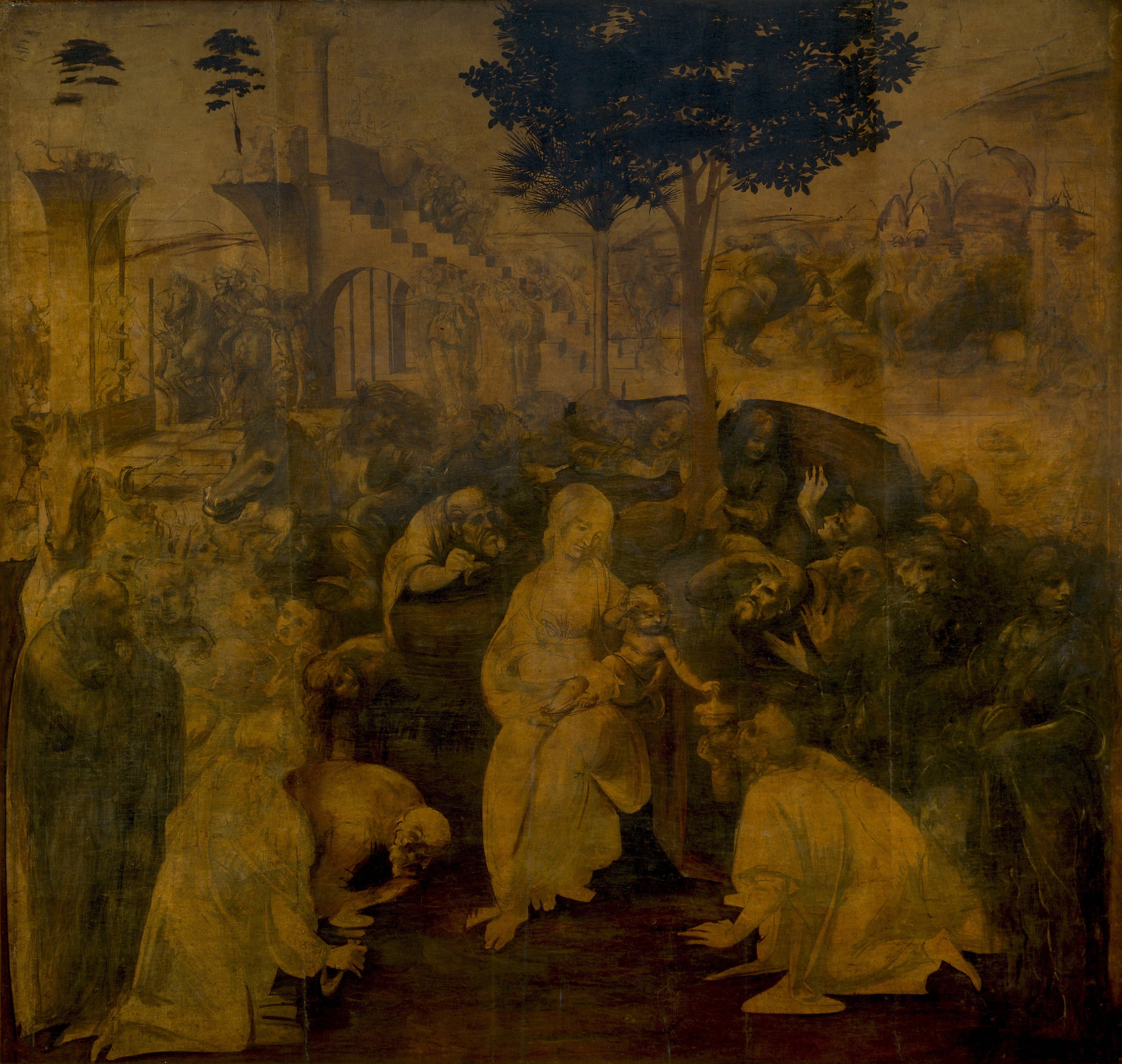
Leonardo da Vinci, Pokłon Mędrców

Trzej Królowie, Trzej Mędrcy, Trzej Magowie (gr. μάγοι magoi) − według tradycji chrześcijańskiej osoby, które miały podążać za Gwiazdą Betlejemską, przybyć do miejsca narodzin Jezusa Chrystusa i przekazać mu dary. Tradycyjnie uznawani są za świętych w katolicyzmie, prawosławiu oraz w starożytnych Kościołach Wschodu.

## Historyczność postaci
Jedyna informacja o mędrcach obecna w kanonie ksiąg natchnionych znajduje się w Ewangelii Mateusza (2,1–12), gdzie nie podano ich liczby. Współczesna egzegeza, badając w sposób krytyczny źródła historyczne i literackie, zwraca uwagę, że opowiadanie Ewangelii Mateusza o pokłonie mędrców nie ma charakteru ściśle kronikarskiego. Zarówno wśród wiernych jak i uczonych można znaleźć dwie grupy, jedna uznaje, że jest to opowieść o historycznym wydarzeniu, druga, że jest to refleksja na tematy, które mają swój początek w Starym Testamencie.
Bibliści skłaniają się do uznania tego opowiadania za literacką formę katechetyczną, wskazują, że ma ono za zadanie wyjaśnić tajemnicę osoby historycznego Jezusa jako spełniającego proroctwa starotestamentalne o mesjaszu. W świetle tego wydaje się, że trzej magowie nie byli postaciami historycznymi. Raymond E. Brown wskazuje na brak odniesień w innych źródłach ewangelicznych i poza-ewangeliczych do takich niezwykłych wydarzeń astronomicznych, jak zadziwiająca wędrówka gwiazdy. Nie ma też w opisach o dojrzałej działalności Jezusa najmniejszego odniesienia do Jego pobytu nad Nilem. Również Łukaszowe opowiadanie o dzieciństwie Jezusa nie harmonizuje z pobytem Jezusa w Egipcie. Raymond skłania się do uznania, że opowiadanie o Trzech Mędrcach to chrześcijański midrasz. Również X. Léon-Dufour SJ zwraca uwagę, że formy literackie używane w częściach ewangelii opisujących dzieciństwo Jezusa są odmienne od tych, które mówią o jego publicznej działalności. Ewangelie dzieciństwa nie czerpały informacji o wydarzeniach z pierwszych lat życia Jezusa od świadków naocznych, chyba że tym świadkiem była sama Maria – pochodzą natomiast ze źródeł judeo-chrześcijańskich. Opowiadanie Ewangelii Mateusza o pokłonie magów wydaje się być rodzajem katechetycznego pouczenia o znaczeniu i misji Jezusa narodzonego z Maryi Dziewicy, ułożonego na wzór żydowskich midraszy. Midrasz to opowiadanie służące w Izraelu do wyjaśnienia znaczenia interwencji zbawczych Boga w historii Izraelitów, by przekazywać wiarę z pokolenia na pokolenie. Według badań historyczno-krytycznych opowiadanie ewangelisty Mateusza o magach było najprawdopodobniej wzorowane na midraszu o Mojżeszu w Egipcie, dobrze znanym w czasach, gdy powstawała Ewangelia Mateusza. Midrasz ten zachował się w dziele historyka żydowskiego Józefa Flawiusza (37–94 n.e.): Dawne dzieje Izraela (znane też jako Starożytności żydowskie). Porównanie treści tego midraszu z treścią opowiadania o pokłonie trzech mędrców i ich wizycie u króla Heroda pokazuje paralele między Jezusem i Mojżeszem oraz między Herodem i faraonem – obaj władcy np. decydują się zabić niewinne dzieci. Widoczna jest także zależność Mateusza od Księgi Wyjścia 4, 19-20:

Pan powiedział do Mojżesza w Madian: Wracajże do Egiptu, gdyż umarli wszyscy ci, którzy czyhali na twe życie. Wziął Mojżesz swą żonę i synów, wsadził ich na osła i powracał do ziemi egipskiej.

Opowiadanie Mateusza używa prawie dosłownie tych samych słów. Można by więc wyciągnąć wniosek, że midrasz ten wpłynął na powstanie opowiadania o wizycie magów i ucieczce do Egiptu.
Marco Polo w pamiętniku ze swojej podróży na Daleki Wschód (XIII wiek) łączy Trzech Magów z perskim miastem Sawe: „Jest w Persji miasto Saveh, z którego wyszli trzej Magowie, kiedy udali się, aby pokłon złożyć Jezusowi Chrystusowi”.

### Relikwie
W katedrze Świętego Piotra i Najświętszej Marii Panny w Kolonii są przechowywane ich relikwie (Relikwiarz Trzech Króli).

## Znaczenie teologiczne i liturgia

### Teologia
Opowiadanie św. Mateusza ma zasadnicze znaczenie teologiczne. Ukazuje, że Jezus od momentu urodzenia jest zapowiedzianym mesjaszem i że Jego misja jest uniwersalna, ogólnoświatowa. Pokłon trzech magów jest symboliczną zapowiedzią uznania przez świat pogański w Jezusie pomazańca-władcę wszystkich narodów, posłanego przez Boga. Reakcja przerażenia Heroda i „całej Jerozolimy” jest symbolicznym wyrazem stosunku władców tego świata wobec Władcy-Pomazańca Pańskiego, którego zapowiadał m.in. Psalm 2:
Dlaczego narody się buntują,

czemu ludy knują daremne zamysły?

Królowie ziemi powstają i władcy spiskują wraz z nimi

przeciw Panu i przeciw Jego Pomazańcowi (...)

Przecież Ja ustanowiłem sobie króla na Syjonie,

świętej górze mojej.

Ogłoszę postanowienie Pana:

Powiedział do mnie:

Tyś Synem moim, Ja Ciebie dziś zrodziłem.

Żądaj ode Mnie, a dam Ci narody w dziedzictwo

i w posiadanie Twoje krańce ziemi.(...)

A teraz, królowie, zrozumcie,

nauczcie się, sędziowie ziemi!

Służcie Panu z bojaźnią

i Jego nogi ze drżeniem całujcie (...).
W rozumieniu ewangelisty Mateusza pradawny plan zbawienia świata, wszystkich narodów, który Bóg stopniowo realizował poprzez Naród Wybrany Izraela, osiągnął swój ostatni etap wraz z dziewiczym poczęciem i narodzeniem Jezusa-Zbawiciela przez Marię z Nazaretu. Trzej magowie jako przedstawiciele świata pogańskiego przybyli do dziewiczej matki Marii, przebywającej w domu razem z dziecięciem Jezus i upadli na twarz (gr. proskynéo, por. Mt 4,10), oddając Mu cześć królewską i boską jako Mesjaszowi żydowskiemu. Rozpoznali obecną w nim tajemnicę zbawiającego Boga (por. 2 Kor 5,19; por. Kol 1,19). Dary, które przynieśli, w opowiadaniu Ewangelii Mateusza są wzorowane na zapowiedziach psalmu 72,10 oraz na proroctwie Księgi Izajasza 60,6.

### Liturgia
Liturgiczną celebracją złożenia hołdu magów pogańskich Jezusowi, w Kościele katolickim jest uroczystość Objawienia Pańskiego obchodzona 6 stycznia – w Polsce nazywana potocznie świętem Trzech Króli.
W Cerkwi prawosławnej Objawienie Pańskie świętuje się jako Epifanię lub święto Jordanu, jedno z 12 głównych świąt, 19 stycznia (w XX i XXI w.) według obowiązującego kalendarza gregoriańskiego, co odpowiada 6 stycznia według prawosławnej liturgii posługującej się kalendarzem juliańskim.

## Opis pokłonu w Ewangelii Mateusza
Opis pokłonu Mędrców znajduje się tylko w Ewangelii Mateusza (Mt 2,1-12).
Ewangeliczna historia Mędrców (astrologów, magów) opowiada o cudzoziemcach (ich liczba nie jest znana – w przekazach biblijnych mówi się jedynie o trzech darach i to na tej podstawie wysnuwa się potocznie przyjętą liczbę trzech mędrców), którzy, wiedzeni gwiazdą, wyruszyli w drogę do Jerozolimy, na dwór Heroda, gdyż nie wiedzieli gdzie ma się narodzić nowy król (dwór królewski wydawał się najbardziej oczywistym miejscem), aby złożyć pokłon i dary narodzonemu królowi żydowskiemu. I tam dopiero uczeni w piśmie wyznaczyli Betlejem jako miejsce narodzin na podstawie proroctwa w Księdze Micheasza (Mi 5, 1). Herod usłyszawszy nowinę, w narodzonym upatrywał rywala. Mędrcy według ewangelii weszli do domu, w którym przebywali Maria i Józef z Jezusem, ofiarowali mu mirrę, złoto i kadzidło (mirra była wówczas w cenie złota; tę aromatyczną żywicę z rzadkich drzew palili w swoich pałacach jedynie najzamożniejsi ludzie). Otrzymawszy podczas snu wskazówkę, aby nie wracali do Heroda, pielgrzymi wyruszyli z powrotem do swych krajów inną drogą.

## Imiona i profesja mędrców

### Imiona
Biblia nie wymienia ich imion ani liczby. Polskie przekłady biblijne nazywają ich rozmaicie: Biblia poznańska (Wolniewicz; Gryglewicz) nazywa ich astrologami pochodzącymi ze Wschodu, Biblia Tysiąclecia mędrcami ze Wschodu. W zachodnim chrześcijaństwie popularnie nazywani są imionami Kasper (Kacper), Melchior i Baltazar według tradycji, jaka narodziła się w średniowieczu. W przypisie zamieszczonym w Biblii poznańskiej zwrócono uwagę:
„Na katakumbowych malowidłach występuje najczęściej trzech magów, ale nie brak też takich, na których widnieje dwóch, czterech, a nawet sześciu i dwunastu magów. Imiona Kasper, Melchior i Baltazar są późnego i niepewnego pochodzenia”. Najbardziej znana tradycja podająca szczegóły na ich temat pochodzi z ormiańskiej ewangelii apokryficznej, która mówi, że mędrcy ci to trzej królowie, bracia, pochodzący z Persji o imionach Melchior, Kacper i Baltazar.

### Profesja
Bezpodstawnie uważa się ich również za królów, bo ani Pismo Święte, ani najstarsza tradycja nie widziały w nich królów. Źródłem przypisania im tej godności była, jak się zdaje, błędna interpretacja słów Ps 72 (71),10.
Według The Jerome Biblical Commentary nazwa grecka magoi została użyta przez Mateusza w dość ogólnym znaczeniu i bez zamiaru nadania mu negatywnego wydźwięku. Początkowo słowo to oznaczało kastę uczonych perskich kapłanów, później mogło oznaczać kogoś biegłego w wiedzy i mocach tajemnych. Mędrcy, wedle koncepcji uznającej ich perskie pochodzenie mieli być zaratusztriańskimi kapłanami. Zaratusztriańscy magowie parali się bowiem astrologią, a ważnym elementem tej religii było oczekiwanie na Mesjasza. Fragment z Ewangelii miałby być więc sugestią, że Chrystus jest prawdziwym Mesjaszem nie tylko dla Żydów.
Lexikon für Theologie und Kirche (Leksykon teologii i Kościoła) podkreśla, „że greckie słowo magoi nie oznacza królów, lecz raczej posiadających astrologiczną wiedzę tajemną”. Dlatego Justyn Męczennik, Orygenes i Tertulian rozumieli przez nie astrologa. Według profesora A.T. Robertsona nie oznacza ono mędrców: „Tutaj w Ewangelii według Mateusza chyba raczej chodzi o astrologów. Babilon był kolebką astrologii”.

## Trzej Królowie w sztuce
W zależności od epoki przedstawiano ich jako mędrców ze wschodu (Pokłon Trzech Króli Rubensa), trzech skromnych wędrowców (Pokłon Trzech Króli Giotta), ale i jako królów w otoczeniu orszaku i w pełnych przepychu szatach (Pokłon Trzech Króli Gentile da Fabriano).